# Улитино (Павлово-Посадский городской округ)
Ули́тино — деревня в Московской области России. Входит в Павлово-Посадский городской округ. Население — 338 чел. (2010).

## География
Деревня Улитино расположена в центральной части городского округа, примерно в 1 км к юго-востоку от города Павловский Посад. Высота над уровнем моря 132 м. К деревне приписано 6 СНТ. Ближайшие населённые пункты — деревни Евсеево и Гора.

## Название
Название связано с некалендарным личным именем Улита или разговорной формой личного имени Иулитта.

## История
В 1926 году деревня являлась центром Улитинского сельсовета Павлово-Посадской волости Богородского уезда Московской губернии.
С 1929 года — населённый пункт в составе Павлово-Посадского района Орехово-Зуевского округа Московской области, с 1930-го, в связи с упразднением округа, — в составе Павлово-Посадского района Московской области.
До муниципальной реформы 2006 года Улитино входило в состав Улитинского сельского округа Павлово-Посадского района.
В 2001 году в деревне была сооружена часовня Иконы Божией Матери Тихвинская. Также в деревне имелся молитвенный дом Рождества Пресвятой Богородицы, XIX века. Был закрыт в 1930-х годах.
С 2004 до 2017 гг. деревня входила в Улитинское сельское поселение Павлово-Посадского муниципального района.

## Население
| 1926 | 2002 | 2006 | 2010 |
| ---- | ---- | ---- | ---- |
| 479  | ↘415 | ↘318 | ↗338 |

В 1926 году в деревне проживало 479 человек (224 мужчины, 255 женщин), насчитывалось 96 хозяйств, из которых 54 было крестьянских. По переписи 2002 года — 415 человек (195 мужчин, 220 женщин).